# 克利圖斯 (白)
克利圖斯（希臘語：Kλείτoς Λευκός，?—前318年），亞歷山大大帝麾下的馬其頓將軍，綽號「白」，並與另一名綽號「黑」的克利圖斯有所分別。另外，這位白的克利圖斯在阿特納奧斯和克勞狄俄斯·埃利安的描述中相當奢華和講究排場。他也很可能是查士丁記載中，於前324年與克拉特魯斯一同護送馬其頓老兵回家鄉的克利圖斯。
在亞歷山大大帝逝世後，克利圖斯在拉米亞戰爭期間擔任馬其頓艦隊司令，並在前322年阿卑多斯戰役、阿瑪格斯戰役擊敗雅典艦隊司令伊厄泰翁（Eetion）。之後在前321年特里帕拉迪蘇斯分封協議，克利圖斯成為呂底亞總督。當帝國攝政安提帕特於前319年死後，安提柯企圖謀反，並準備先把矛頭對準克利圖斯，克利圖斯察覺安提柯的意圖，派兵在轄區境內的主要城市駐守，自己親自往馬其頓向新任帝國攝政波利伯孔報告此事。前318年，波利伯孔在梅格洛玻利斯圍城戰慘遭軍事失利後，他派克利圖斯率領一支艦隊前往達達尼爾海峽，防止安提柯可能會從此地進軍歐洲。克利圖斯在那裡與當地赫勒斯滂弗里吉亚總督阿里達烏斯合作，阿里達烏斯則於陸上堅守賽厄斯（Cius）。克利圖斯在海上於拜占庭海域附近，大破卡山德將領尼卡諾爾所率領的聯合艦隊，但這場大勝使克利圖斯掉以輕心，他讓他的水手於陸上紮營時未有足夠警備，安提柯和尼卡諾爾於是發動夜襲，在慌亂中克利圖斯幾乎喪失所有軍隊，僅有一艘船隻帶著他逃離。
大敗後克利圖斯逃到安全的岸邊，並前往馬其頓，但他途中被利西馬科斯的士兵所殺。

## 資料來源
1. ↑   Athenaeus, Deipnosophistae, xii. 55; Aelian, Histoires diverses, ix. 3; Justin, Epitome of Pompeius Trogus, xii. 12; Arrian, Anabasis Alexandri, vii. 12
2. ↑   Diodorus Siculus, Bibliotheca, xviii. 39, 52, 72